# Кубок УЄФА 1971—1972
 Кубок УЄФА 1971/1972 — перший розіграш турніру, який прийшов на зміну Кубкові ярмарків. Переможцем став англійський «Тоттенгем Готспур», що обіграв у фіналі «Вулвергемптон Вондерерз» з рахунком 3:2 за сумою двох ігор.
Турнір був відкритий для найвищих у європейських чемпіонатах команд, які не пройшли до Кубка європейських чемпіонів чи Кубка володарів кубків УЄФА. Розіграш почався 14 вересня 1971 року і завершився 17 травня 1972 року. У змаганнях брало участь 64 команди. 
Найкращим бомбардиром Кубку УЄФА 1971–1972 став Людвіг Брюндль, представник німецького клубу «Айнтрахт» (Брауншвейг) — 10 голів.

## Перший раунд
Команди однієї країни не могли зіграти одна проти одної.
| Клуб                    | рахунок | Клуб                | 1-й матч | 2-й матч |
| ----------------------- | ------- | ------------------- | -------- | -------- |
| Герта                   | 7:2     | Ельфсборг           | 3:1      | 4:1      |
| Данді                   | 5:2     | Академіск           | 4:2      | 1:0      |
| Русенборг               | 4:0     | ГІК                 | 3:0      | 1:0      |
| Вашаш                   | 2:1     | Шелбурн             | 1:0      | 1:1      |
| Ґленторан               | 1:7     | Айнтрахт Брауншвейг | 0:1      | 1:6      |
| Кефлавік                | 1:15    | Тоттенгем Готспур   | 1:6      | 0:9      |
| Сельта                  | 0:3     | Абердин             | 0:2      | 0:1      |
| Ден Гаг                 | 7:2     | Арис Бонневуа       | 5:0      | 2:2      |
| Вулвергемптон Вондерерз | 7:1     | Академіка           | 3:0      | 4:1      |
| Сент-Етьєн              | 2:3     | Кельн               | 1:1      | 1:2      |
| Лугано                  | 1:3     | Легія               | 1:3      | 0:0      |
| Порту                   | 1:3     | Нант                | 0:2      | 1:1      |
| Гамбург                 | 2:4     | Сент-Джонстон       | 2:1      | 0:3      |
| Саутгемптон             | 2:3     | Атлетік Більбао     | 2:1      | 0:2      |
| Болонья                 | 3:1     | Андерлехт           | 1:1      | 2:0      |
| Наполі                  | 1:2     | Рапід Бухарест      | 1:0      | 0:2      |
| Віторія Сетубал         | (г)2:2  | Нім                 | 1:0      | 1:2      |
| Атлетіко (Мадрид)       | 2:2(г)  | Паніоніс            | 2:1      | 0:1      |
| Карл Цейс               | 4:3     | Локомотив (Софія)   | 3:0      | 1:3      |
| Базель                  | 2:4     | Реал Мадрид         | 1:2      | 1:2      |
| Марса                   | 0:11    | Ювентус             | 0:6      | 0:5      |
| Динамо (Загреб)         | 8:2     | Ботев Враца         | 6:1      | 2:1      |
| УТА                     | 5:4     | Аустрія Зальцбург   | 4:1      | 1:3      |
| Фенербахче              | 2:4     | Ференцварош         | 1:1      | 1:3      |
| Мілан                   | 7:0     | Акрітас             | 4:0      | 3:0      |
| Спартак Москва          | 3:2     | Кошице              | 2:0      | 1:2      |
| ОФК                     | 6:3     | Юргорден            | 4:1      | 2:2      |
| Железнічар              | 4:3     | Брюгге              | 3:0      | 1:3      |
| Хемі Галле              | тп      | ПСВ                 | 0:0      | —        |
| Валбжих                 | 4:2     | Тепліце             | 1:0      | 3:2      |
| Льєрс                   | 4:2     | Лідс Юнайтед        | 0:2      | 4:0      |
| Рапід (Відень)          | тп      | Влазнія             |          |          |

Примітки
1. ↑  Хемі Галле знялися до другої гри після пожежі в їхньому готелі.
2. ↑  Влазнія відмовилася від участі після того, як австрійські імміграційні служби відмовилися надати команді візи для в'їзду до країни.

## Другий раунд
| назва               | рахунок | назва                   | 1-й матч | 2-й матч |
| ------------------- | ------- | ----------------------- | -------- | -------- |
| Русенборг           | 4:4(г)  | Льєрс                   | 4:1      | 0:3      |
| Рапід Бухарест      | 4:2     | Легія                   | 4:0      | 0:2      |
| Кельн               | 4:5     | Данді                   | 2:1      | 2:4      |
| Ден Гаг             | 1:7     | Вулвергемптон Вондерерз | 1:3      | 0:4      |
| Железнічар          | (г)3:3  | Болонья                 | 1:1      | 2:2      |
| Нант                | 0:1     | Тоттенгем Готспур       | 0:0      | 0:1      |
| Айнтрахт Брауншвейг | 4:3     | Атлетік Більбао         | 2:1      | 2:2      |
| Сент-Джонстон       | 2:1     | Вашаш                   | 2:0      | 0:1      |
| Спартак Москва      | 0:4     | Віторія Сетубал         | 0:0      | 0:4      |
| Мілан               | 5:4     | Герта                   | 4:2      | 1:2      |
| ОФК                 | 1:5     | Карл Цейс               | 1:1      | 0:4      |
| Вальбжих            | 2:3     | УТА                     | 1:1      | 1:2      |
| Динамо (Загреб)     | 2:2(г)  | Рапід (Відень)          | 2:2      | 0:0      |
| Реал Мадрид         | 3:3(г)  | ПСВ                     | 3:1      | 0:2      |
| Ювентус             | 3:1     | Абердин                 | 2:0      | 1:1      |
| Ференцварош         | в       | Паніоніс                |          |          |

## Третій раунд
| назва               | рахунок | назва                   | 1-й матч | 2-й матч |
| ------------------- | ------- | ----------------------- | -------- | -------- |
| Мілан               | 3:2     | Данді                   | 3:0      | 0:2      |
| Карл Цейс           | 0:4     | Вулвергемптон Вондерерз | 0:1      | 0:3      |
| Айнтрахт Брауншвейг | 3:6     | Ференцварош             | 1:1      | 2:5      |
| ПСВ                 | 1:4     | Льєрс                   | 1:0      | 0:4      |
| Рапід (Відень)      | 1:5     | Ювентус                 | 0:1      | 1:4      |
| Сент-Джонстон       | 2:5     | Железнічар              | 1:0      | 1:5      |
| Тоттенгем Готспур   | 5:0     | Рапід Бухарест          | 3:0      | 2:0      |
| УТА                 | 3:1     | Віторія Сетубал         | 3:0      | 0:1      |

## 1/4 фіналу
| назва       | рахунок        | назва                   | 1-й матч | 2-й матч |
| ----------- | -------------- | ----------------------- | -------- | -------- |
| Мілан       | 3:1            | Льєрс                   | 2:0      | 1:1      |
| УТА         | 1:3            | Тоттенгем Готспур       | 0:2      | 1:1      |
| Ференцварош | 3:3 (пен. 5:4) | Железнічар              | 1:2      | 2:1      |
| Ювентус     | 2:3            | Вулвергемптон Вондерерз | 1:1      | 1:2      |

## 1/2 фіналу
| назва             | рахунок | назва                   | 1-й матч | 2-й матч |
| ----------------- | ------- | ----------------------- | -------- | -------- |
| Тоттенгем Готспур | 3:2     | Мілан                   | 2:1      | 1:1      |
| Ференцварош       | 3:4     | Вулвергемптон Вондерерз | 2:2      | 1:2      |

## Фінал
| 3 травня 1972 19:30 |

| Вулвергемптон Вондерерз | 1:2 | Тоттенгем Готспур      |
| ----------------------- | --- | ---------------------- |
| Джим МакКаліок 72'      |     | Мартін Чиверс 57', 87' |

| Молінью, Вулвергемптон Глядачів: 38,362 Арбітр: Бахрамов Тофік Бахрам-огли (СРСР) |

| 17 травня 1972 19:45 |

| Тоттенгем Готспур | 1:1 | Вулвергемптон Вондерерз |
| ----------------- | --- | ----------------------- |
| Алан Маллері 29'  |     | Девід Вегстафф 40'      |

| Уайт Харт Лейн, Лондон Глядачів: 54,303 Арбітр: Лауренс ван Равенс (Нідерланди) |

| Володар Кубка УЄФА 1971—1972 |
| ---------------------------- |
| Англія                       |
| Тоттенгем Готспур Вперше     |